# Letheobia wittei
Espèce
Synonymes
- Rhinotyphlops wittei Roux-Estève, 1974

Letheobia wittei est une espèce de serpents de la famille des Typhlopidae. 

## Répartition
Cette espèce est endémique du territoire de Libenge dans la province d'Équateur en République démocratique du Congo.
Sa présence est incertaine en République du Congo.

## Description
L'holotype de Letheobia wittei mesure 310 mm.

## Étymologie
Cette espèce est nommée en l'honneur de Gaston-François de Witte.

## Publication originale
- Roux-Estève, 1974 : Révision systématique des Typhlopidae d'Afrique. Reptilia. Serpentes. Muséum national d'histoire naturelle, Paris, sér. A, vol. 87, p. 1-313.